# Julieta
Julieta – hiszpański dramat z 2016 roku w reżyserii Pedra Almodóvara. Historia matki poszukującej córki, która wiele lat temu zniknęła bez śladu. Opowieść o skrajnych uczuciach odczuwanych wobec najbliższych i tajemnicach ukrywanych przed nimi. Filmowa adaptacja opowiadań laureatki literackiej Nagrody Nobla Alice Munro.

## Fabuła

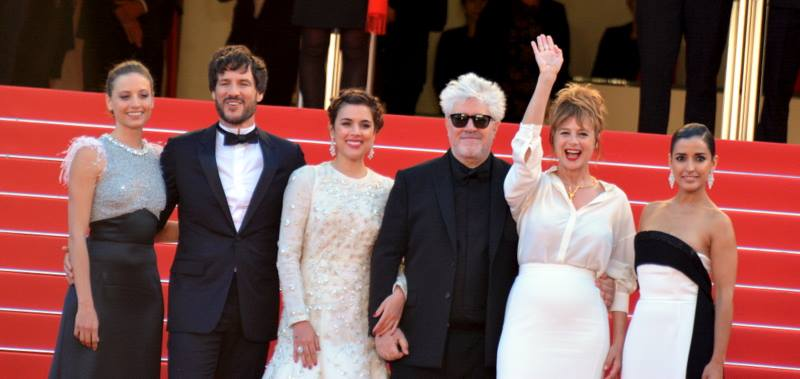
Pedro Almodówar z aktorami w Cannes 2016

Julieta (Emma Suárez) ma zamiar przeprowadzić się z Madrytu do Portugalii ze swoim chłopakiem Lorenzo (Darío Grandinetti). Przypadkowo spotyka na ulicy Beatriz (Michelle Jenner), najlepszą przyjaciółkę z dzieciństwa jej córki Antii. Dowiaduje się, że jej córka, której nie widziała od 12 lat, mieszka w Szwajcarii z mężem i trójką dzieci. To spotkanie wytrąca ją z kruchej i pozornej równowagi, sprawia, że zmienia plany. Kobieta rozstaje się z Lorenzo, wyprowadza ze swojego mieszkania i wraca do budynku, gdzie mieszkała kiedyś z córką, wiedząc, że to jedyny adres, pod którym córka może ją znaleźć. Tam zaczyna pisać pamiętnik, w którym wyjaśnia powody, które doprowadziły do rozdzielenia obu po śmierci ojca Antii, Xoana.

## Realizacja
Scenariusz do filmu powstał na podstawie trzech opowiadań Alice Munro: Szansa, Wkrótce i Milczenie. Stanowią one niezależne formy, ale mają wspólną bohaterkę – Julietę. Almodóvar nadał im wspólny charakter, dodając niezbędne elementy. Dwa tragiczne rozstania, rezultat przypadku i pecha, naznaczyły świadomość Juliety. Reżyser, a zarazem scenarzysta, ukazał także poczucie winy, które dotyka również jej córkę, co sprawiło, że wszystkie elementy dopasowały się wzajemnie, stając się bogatsze. Poczucie winy bohaterek, jako tragiczne przeznaczenie, wzmocnił ścieżką dźwiękową Alberto Iglesiasa, która w naturalny sposób łączy się z dialogami.
Zdjęcia kręcono w Madrycie, a także w Aragonii (Panticosa, Fanlo), Galicji (Ares, Mugardos, Redes) i Andaluzji (Mairena del Alcor).

## Obsada
- Emma Suárez jako Julieta Arcos
- Adriana Ugarte jako młoda Julieta Arcos
- Daniel Grao jako Xoan
- Inma Cuesta jako Ava
- Michelle Jenner jako Beatriz
- Darío Grandinetti jako Lorenzo Gentile
- Rossy de Palma jako Marian
- Susi Sánchez jako Sara, matka Juliety
- Pilar Castro jako Claudia, matka Beatriz
- Joaquín Notario jako Samuel, ojciec Juliety
- Nathalie Poza jako Juana
- Mariam Bachir jako Sanáa
- Blanca Parés jako Antía w wieku 18 lat
- Priscilla Delgado jako nastoletnia Antía
- Sara Jiménez jako nastoletnia Beatriz
- Bimba Bosé jako przyjaciółka Bei